# Thagamuta
Thagamuta (łac. Dioecesis Thagamutensis) –  stolica historycznej diecezji w Cesarstwie Rzymskim w prowincji Byzacena, sufragania metropolii Kartagina. Obecnie katolickie biskupstwo tytularne położone w Tunezji. 

## Biskupi tytularni
| Lp. | Biskup                  | Funkcja                                                        | Od                  | Do                  | Uwagi                           |
| --- | ----------------------- | -------------------------------------------------------------- | ------------------- | ------------------- | ------------------------------- |
| 1.  | Joseph Vincent Sullivan | biskup pomocniczy Kansas City-Saint Joseph (Stany Zjednoczone) | 4 marca 1967        | 8 sierpnia 1974     | mianowany biskupem Baton Rouge  |
| 2.  | Julio Parise Loro CSI   | biskup pomocniczy Napo (Ekwador)                               | 5 października 1974 | 5 października 2010 | zmarł                           |
| 3.  | Júlio Endi Akamine SAC  | biskup pomocniczy São Paulo (Brazylia)                         | 4 maja 2011         | 28 grudnia 2016     | mianowany arcybiskupem Sorocaba |
| 4.  | Jeffrey Haines          | biskup pomocniczy Milwaukee (Stany Zjednoczone)                | 25 stycznia 2017    |                     |                                 |